# Meridià de Florència

Projecció de Peters
Meridià de Florència
Meridià de Greenwich

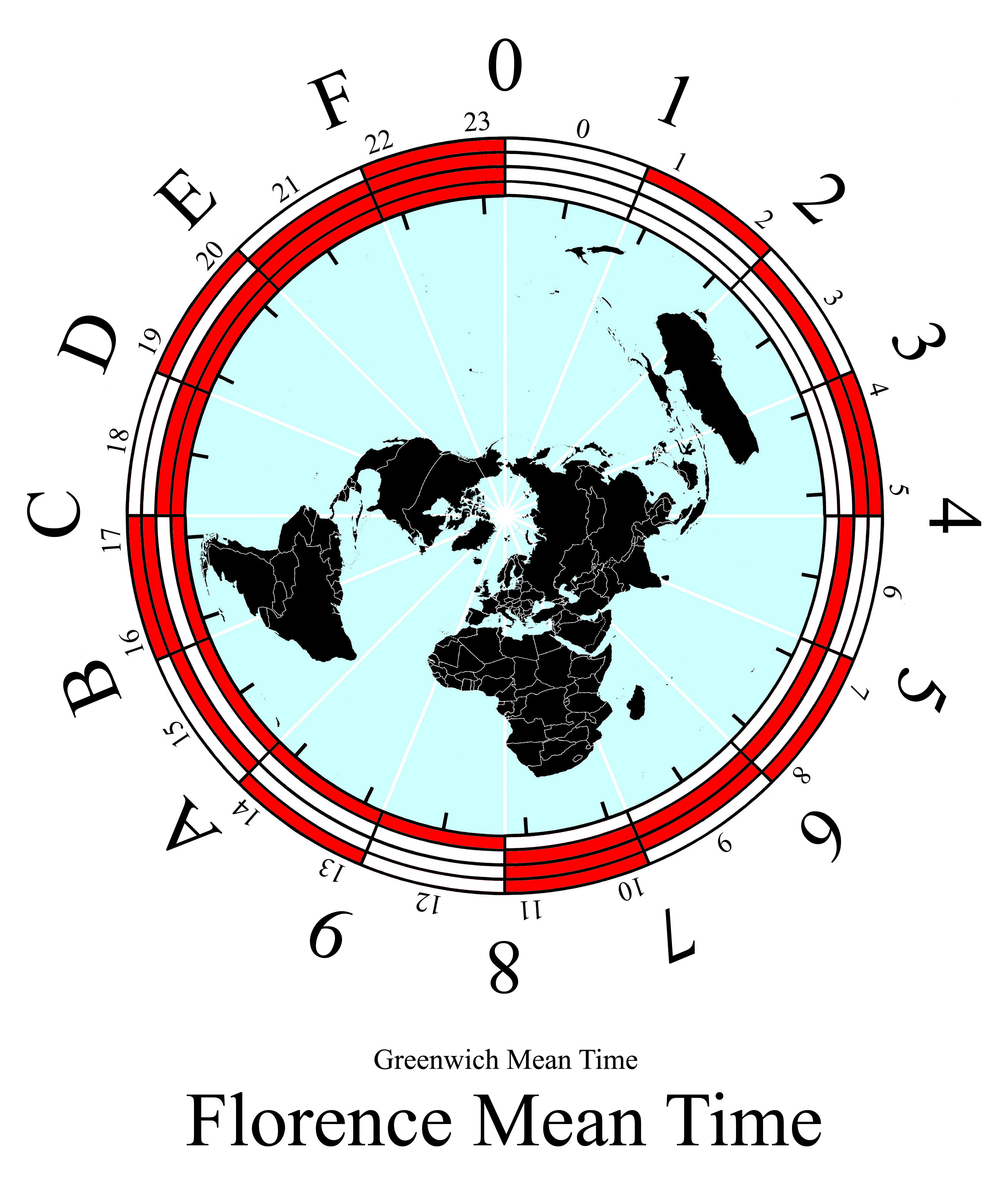
Rellotge de paret hexadecimal mostrant el temps de Florència

El Meridià 11°15' a l'est fou proposat com a primer meridià per Arno Peters en la Projecció de Peters.
El meridià és l'antípoda del 168°45' a l'oest de Greenwich que travessa l'estret de Bering i va ser proposat com una nova línia internacional de canvi de data. Al mapa del món de Peters, la part més oriental d'Àsia i Rússia no es mostra a l'esquerra d'Alaska, com sol fer-se en els mapes centrats en Greenwich, sinó en el costat dret com a la resta de Rússia i Àsia.
El meridià 11° 15' a l'est de Greenwich travessa el centre de la ciutat de Florència a Itàlia i, per tant, també és conegut com a Meridià de Florència.

## Recorregut
Passa a través de: 
| País                             | Ciutat, subdivisió o localitat |
| -------------------------------- | --- |
| Noruega                          | - Est de Trondheim 63° 25′ N, 11° 15′ E / 63.417°N,11.250°E - Est de Oslo 59° 57′ N, 11° 15′ E / 59.950°N,11.250°E |
| Suècia                           | - Strömstad 58° 56′ N, 11° 15′ E / 58.933°N,11.250°E |
| Dinamarca                        | - Læsø 57° 16′ N, 11° 15′ E / 57.267°N,11.250°E - Kalundborg 55° 41′ N, 11° 15′ E / 55.683°N,11.250°E - Korsør 55° 20′ N, 11° 15′ E / 55.333°N,11.250°E |
| Alemanya                         | - Oest de Wismar 53° 54′ N, 11° 15′ E / 53.900°N,11.250°E - Est de Wolfsburg 52° 25′ N, 11° 15′ E / 52.417°N,11.250°E - Buchenwald, Oest de Weimar 51° 1′ N, 11° 15′ E / 51.017°N,11.250°E - Est de Nuremberg 49° 27′ N, 11° 15′ E / 49.450°N,11.250°E - Oest de Ingolstadt 48° 46′ N, 11° 15′ E / 48.767°N,11.250°E - Fürstenfeldbruck, Oest de Múnic 48° 8′ N, 11° 15′ E / 48.133°N,11.250°E |
| Àustria                          | - Oest de Innsbruck 47° 16′ N, 11° 15′ E / 47.267°N,11.250°E |
| Itàlia                           | - Trento 46° 04′ N, 11° 15′ E / 46.067°N,11.250°E - Oest de Vicenza 45° 33′ N, 11° 15′ E / 45.550°N,11.250°E - Est de Verona 45° 26′ N, 11° 15′ E / 45.433°N,11.250°E - Oest de Bònia 44° 30′ N, 11° 15′ E / 44.500°N,11.250°E - Florència 43° 47′ N, 11° 15′ E / 43.783°N,11.250°E |
| Tunísia                          | - Mar Mediterrània c. 10 km Est de Kelibia al Cap Bon 36° 51′ N, 11° 15′ E / 36.850°N,11.250°E - Remla a l'illa Chergui 34° 43′ N, 11° 15′ E / 34.717°N,11.250°E - Est de Ben Gardane 33° 8′ N, 11° 15′ E / 33.133°N,11.250°E |
| Líbia                            | - Entre Kabaw i Al Majabrah a la regió de Tripolitània 31°42'N 11°15'E |
| Algèria                          | - província d'Illizi 23° 50′ N, 11° 15′ E / 23.833°N,11.250°E |
| Níger                            | |
| Nigèria                          | - Gombe, capital de l'Estat de Gombe 10° 17′ N, 11° 15′ E / 10.283°N,11.250°E |
| Camerun                          | - Bafia 4° 45′ N, 11° 15′ E / 4.750°N,11.250°E - Oest de Yaoundé 3° 52′ N, 11° 15′ E / 3.867°N,11.250°E |
| Guinea Equatorial                | La frontera oriental del país és definida pel Meridià 12 a l'est. El meridià 11°15 est travessa les províncies de Kié-Ntem i Wele-Nzas |
| Gabon                            | La intersecció amb l'equador és en el límit oriental del departament Abanga-Bigne de la província de Moyen-Ogooué a 0° 0′ N, 11° 15′ E / 0.000°N,11.250°E. Està entre Mevang a la província i Ayem en la propera Ogooué-Ivindo. |
| Rep. del Congo                   | Vora el llac Tchimba a la reserva Conkouati, districte Madingo-Kayes |
| Res (alta mar a l'oceà Atlàntic) | 50 km a l'oest de la boca del riu Cunene que marca la frontera entre Angola i Namíbia 17° 15′ S, 11° 15′ E / 17.250°S,11.250°E |